# میدان آزادی، تالین
میدان آزادی (استونیایی: Vabaduse väljak) یک میدان در شهر تالین، استونی است.
این میدان که در جنوب منطقه قدیمی تالین واقع شده محل قرارگیری اماکن مهمی همچون کلیسای سنت جان در شرق و ستون پیروزی جنگ استقلال در غرب آن می‌باشد.
میدان آزادی پس از انجام کاوش‌ها با طراحی جدید به صورت پلازا بازسازی شده که هم‌اکنون وسعت آن ۷۷۵۲ مترمربع است.
در دوران اتحاد جماهیر شوروی، میدان آزادی به عنوان میدان پیروزی (Võidu väljak) شناخته می‌شد و به احترام تعطیلاتی مانند روز پیروزی (۹ مه)، انقلاب اکتبر و قبل از سال ۱۹۶۹، روز جهانی کارگر، در آن رژه برگزار می‌کرد.

## نگارخانه

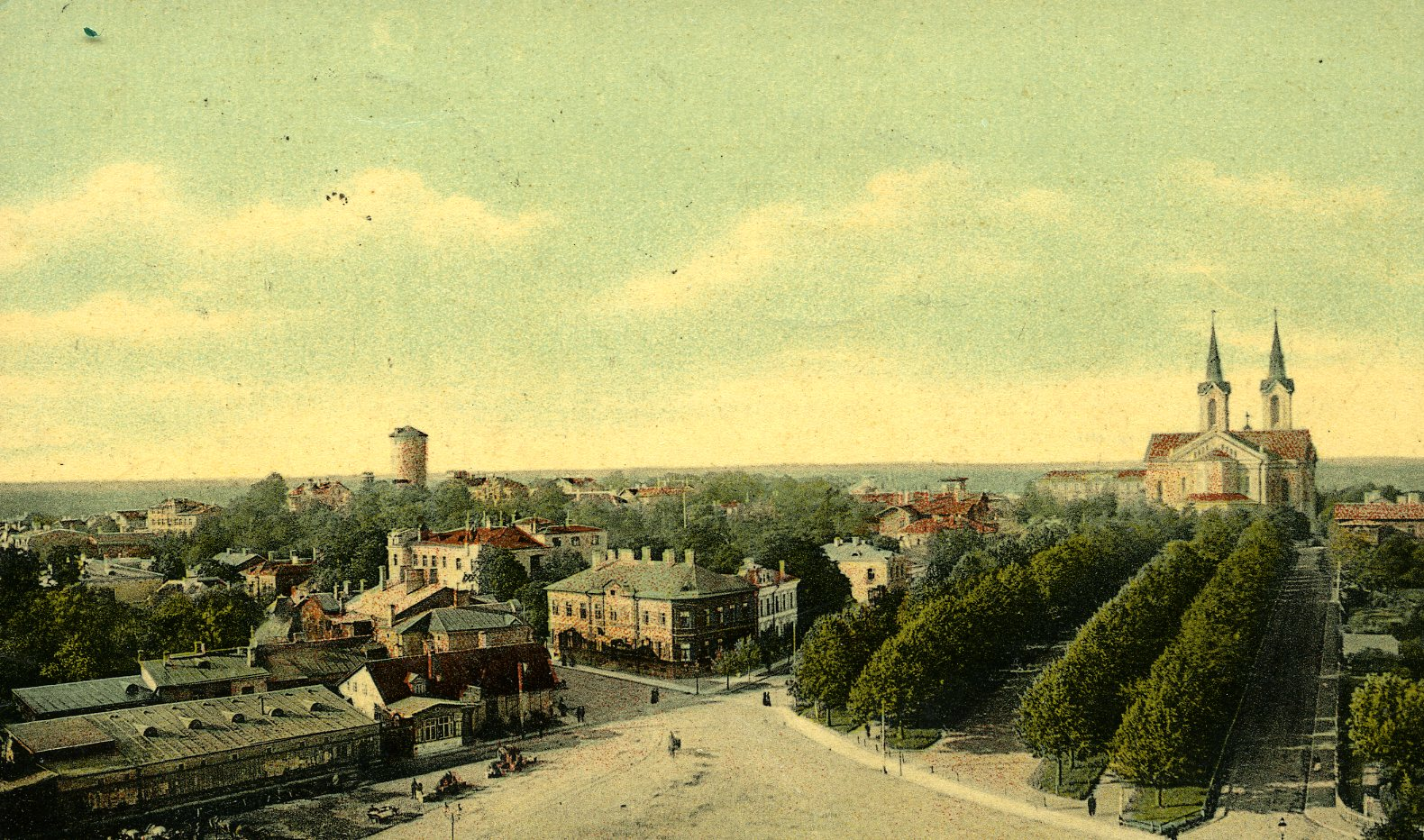
کارت پستال میدان آزادی در ۱۹۰۰.
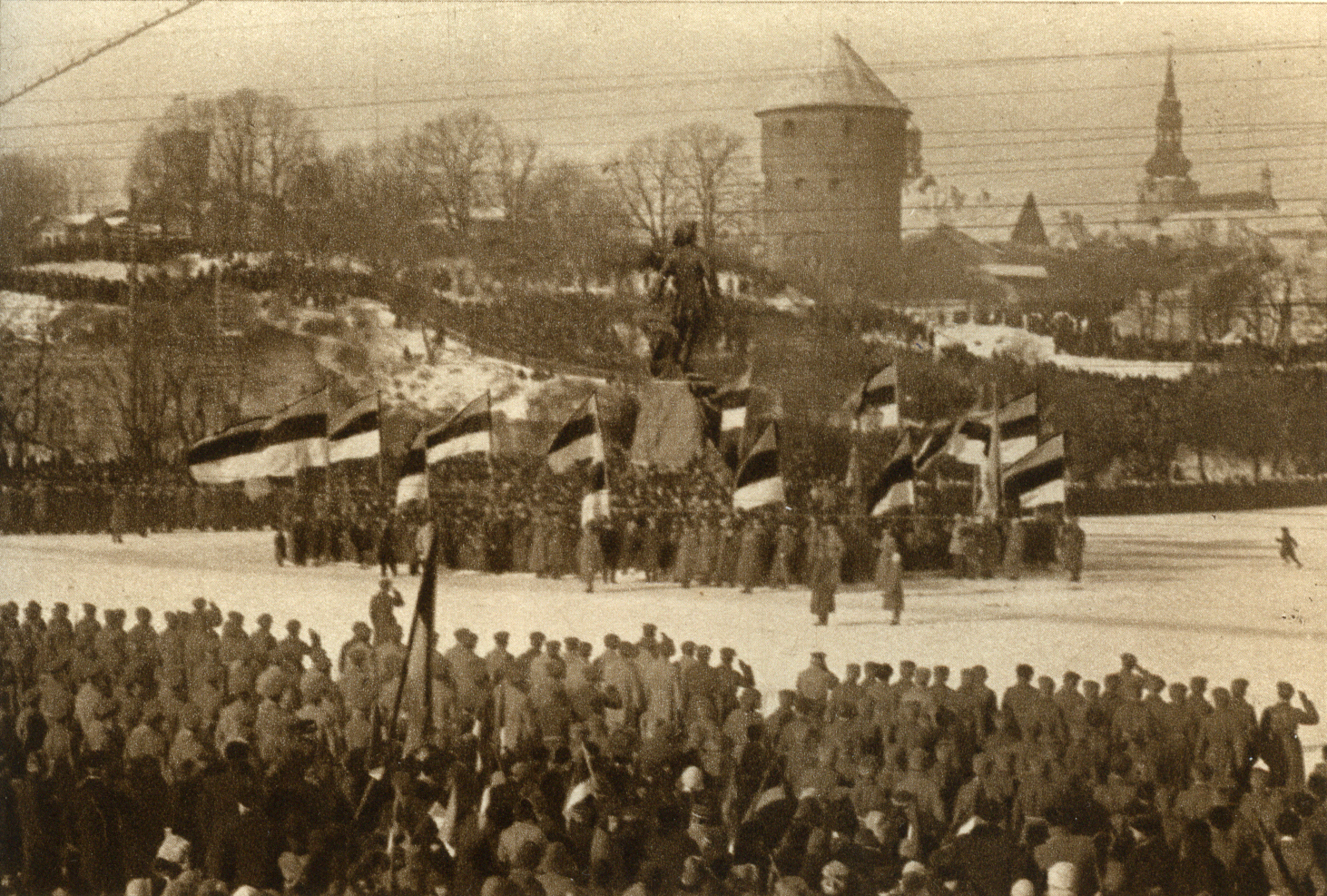
اولین جشن روز استقلال استونی، ۱۹۴۳.
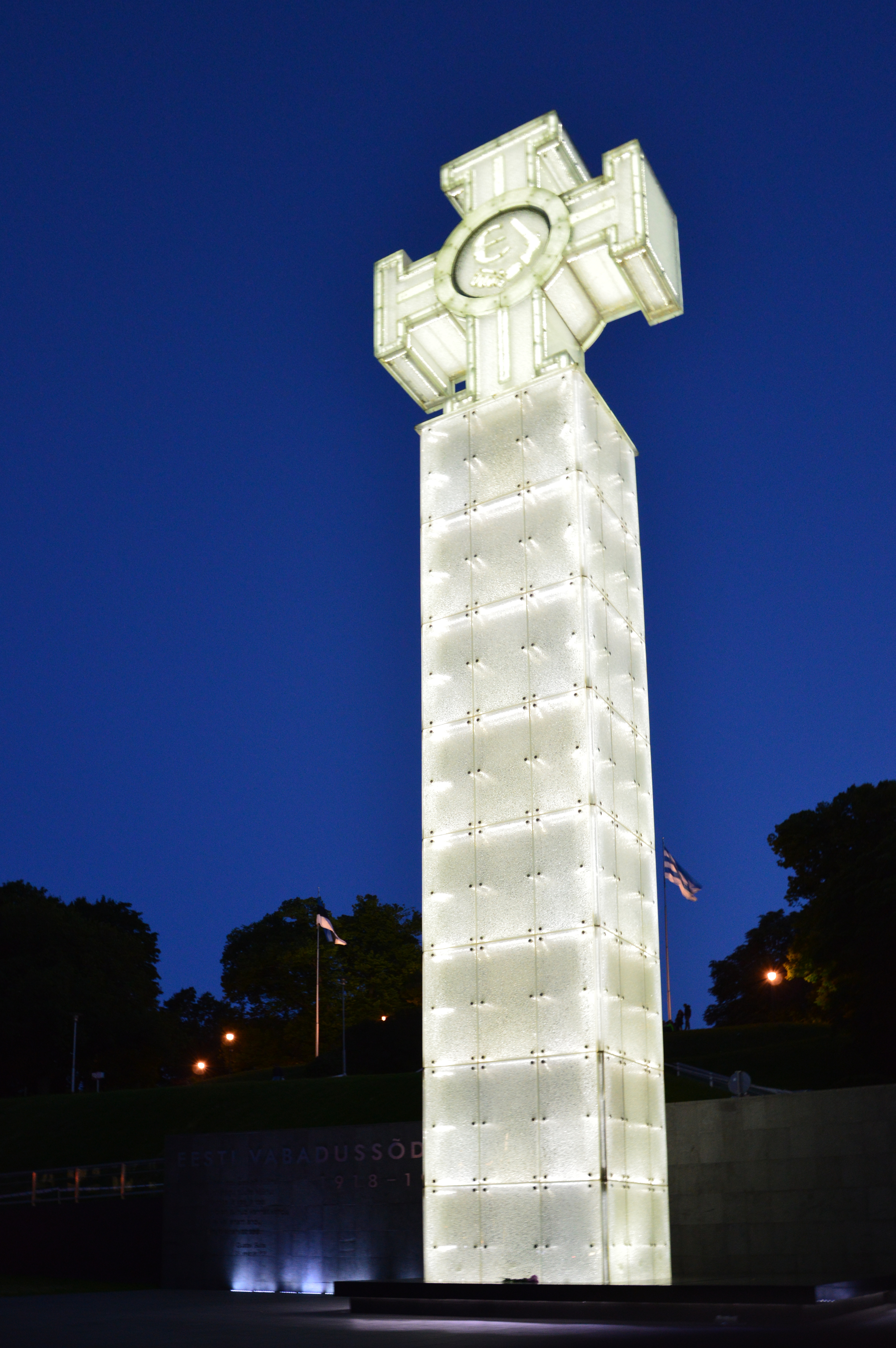
ستون پیروزی جنگ استقلال
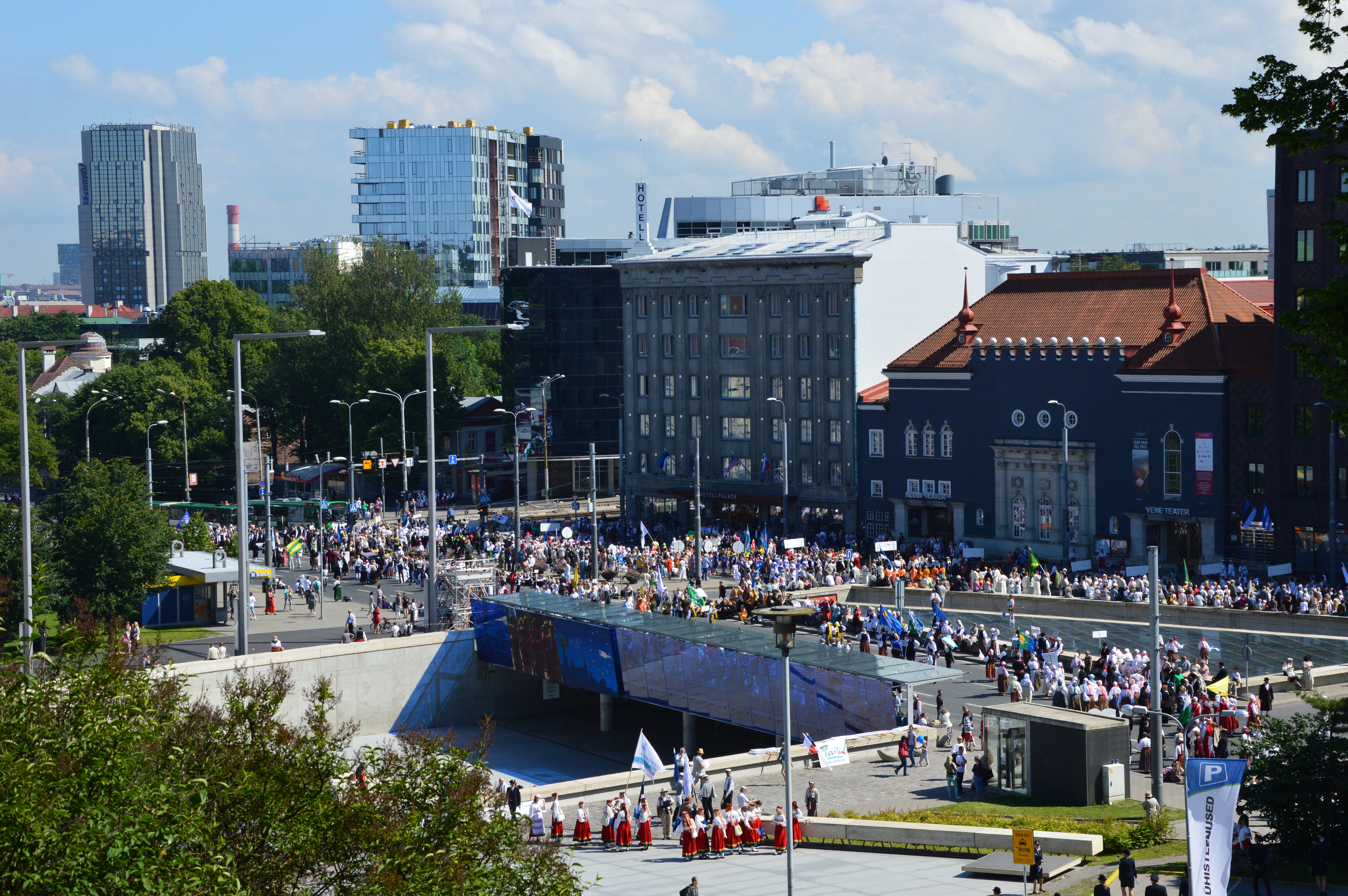
میدان آزادی، ۲۰۱۴
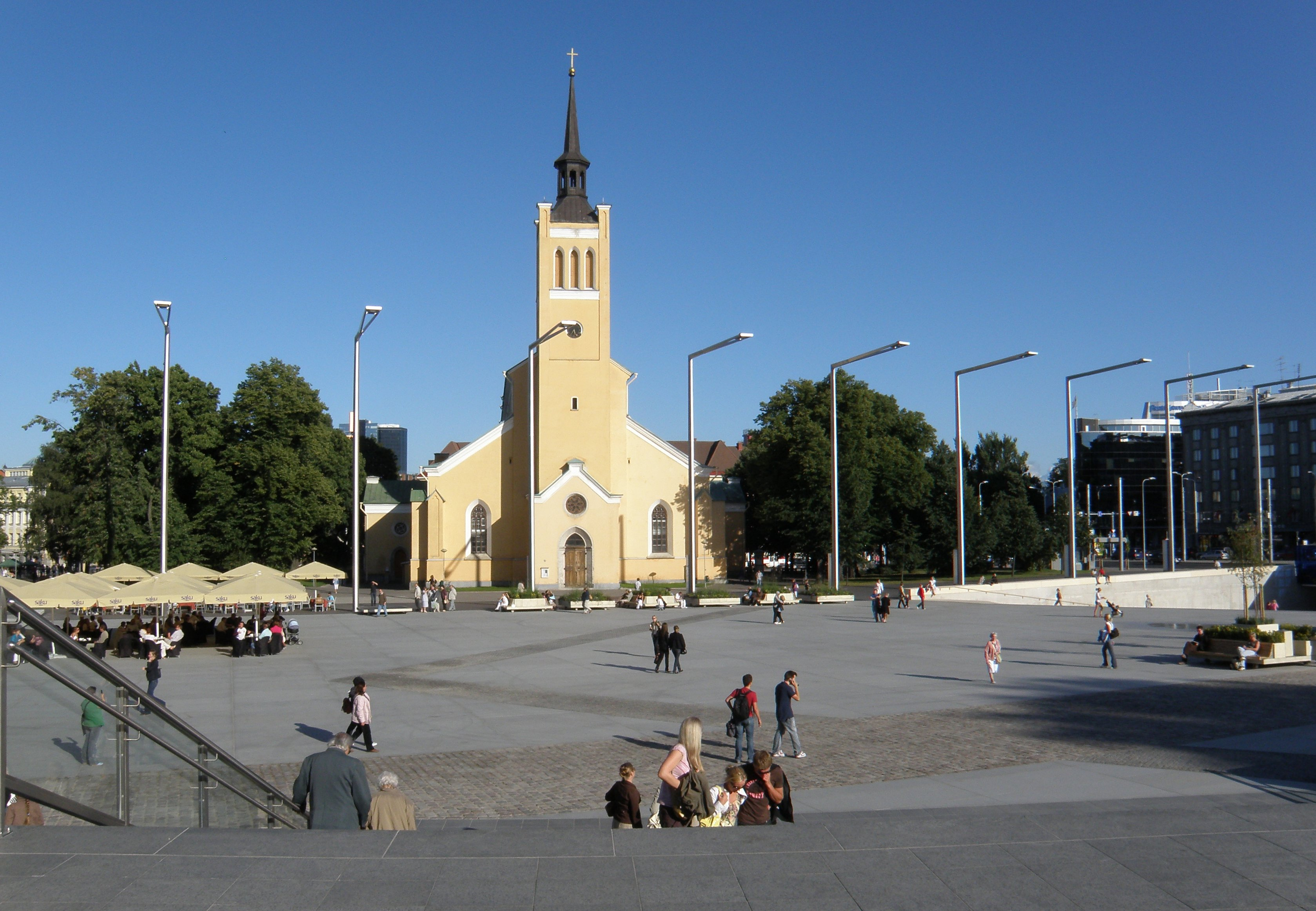
کلیسای سنت جان، تالین
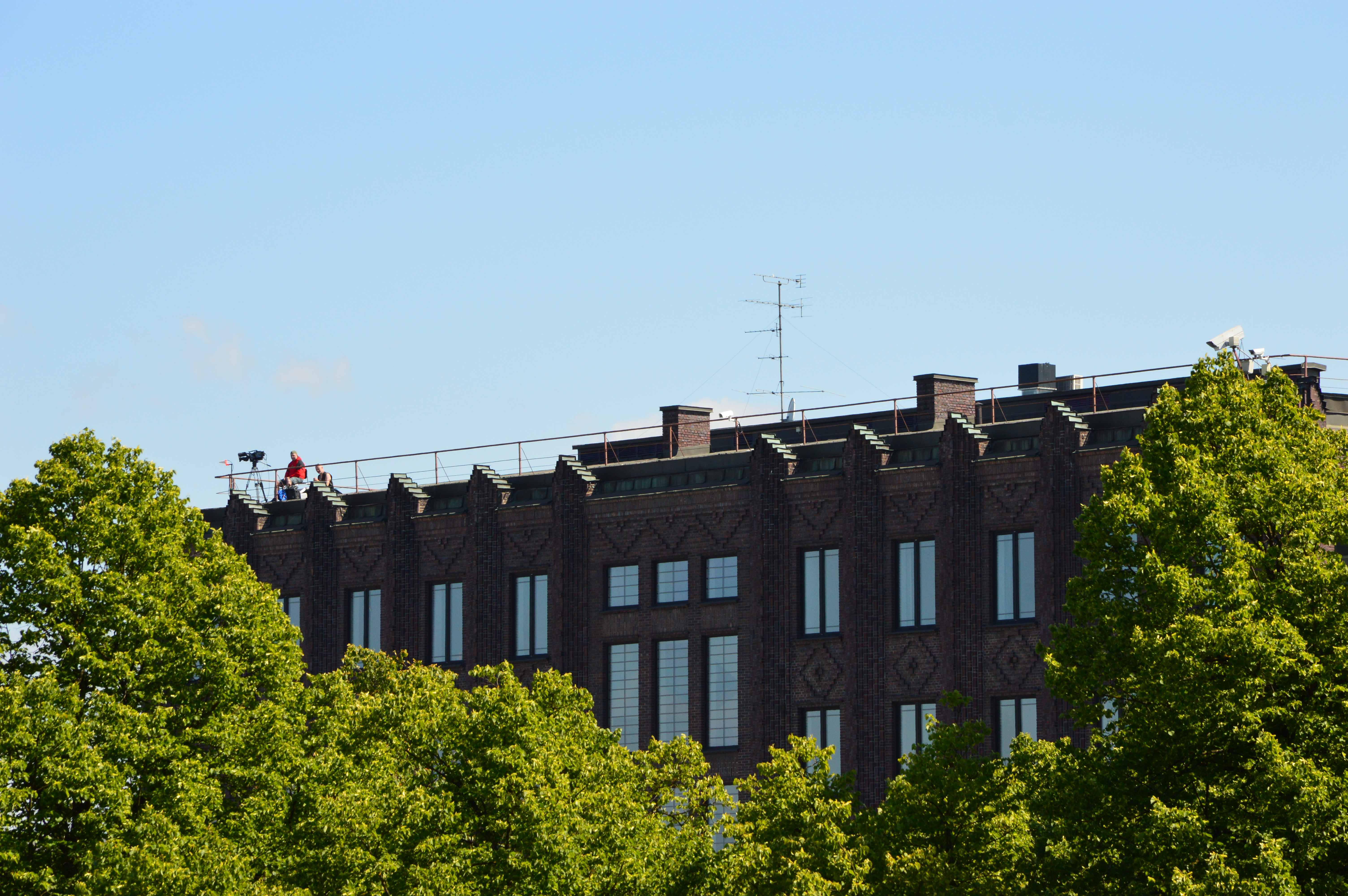
دفتر شهر تالین در ضلع جنوبی میدان